# Figuurgedicht
Een figuurgedicht (of typografisch gedicht) is een gedicht waarbij de uiterlijke vorm, dus de typografie een belangrijke rol speelt. Die vorm is vaak iconisch, dat wil zeggen de contouren van het figuurgedicht beelden de inhoud uit. Een figuurgedicht is dus meer een gedicht om naar te kijken dan om te lezen. Soms is het lezen zelfs bijna onmogelijk door de gebruikte vorm.
Al in de Middeleeuwen kozen dichters soms voor deze vorm, bijvoorbeeld Venantius Fortunatus en Hrabanus Maurus. Diens lofdichten op het kruis, De laudibus sanctae crucis, zijn in kruisvorm geschreven. Guillaume Apollinaire was een van de eersten in de moderne letterkunde die voor deze vorm koos. Zo heeft hij een gedicht over een paard geschreven waarbij de regels de contouren van een paard volgen.